# Swaffham Bulbeck
Swaffham Bulbeck est une paroisse civile et un village du Cambridgeshire, en Angleterre.